# Lechrain

de Lechrain

De Lechrain is een gebied in Duitsland tussen Augsburg en de Alpen langs de Lech, meer in het bijzonder de streek ten oosten van deze rivier. Wat dit gebied vooral kenmerkt is het Lechrainse dialect, dat zowel Zwabische als Beierse kenmerken vertoont en bovendien nog sporen bevat van het Middelhoogduits. 

## Geografie
De Lechrain strekt zich uit over een gebied van 20 km vanaf de gemeente Friedberg tot aan de Ammergauer Alpen. Het gebied is niet haarscherp afgebakend maar omvat in ieder geval het grootste deel van het district Landsberg am Lech, het zuidelijke deel van Aichach-Friedberg en een deel van Weilheim-Schongau. De Lechrain maakt zelf deel uit van het noordelijke Alpenvoorland. Delen van Pfaffenwinkel horen ook bij de Lechrain.
De volgende gemeenten liggen in de Lechrain:
- Steden: Landsberg, Friedberg en Schongau
- Overige gemeenten: Altenstadt, Althegnenberg, Apfeldorf, Denklingen, Egling, Fuchstal, Hofstetten, Hohenfurch, Kaufering, Kinsau, Kissing, Lechbruck, Merching, Mering, Peiting, Penzing, Prittriching, Pürgen, Reichling, Rott, Scheuring, Schmiechen, Schwifting, Steindorf, Steingaden, Thaining, Unterdießen, Vilgertshofen, Weil en Wessobrunn.

## Geschiedenis
In de vroege Middeleeuwen, toen de Romeinse provincie Raetia net was opgeheven, werd het Lechrain-gebied aanvankelijk bevolkt door de Alemannen. Al snel daarna was sprake van steeds meer Beierse invloed. Vanaf de 6e eeuw maakte de Lechrain deel uit van het Hertogdom Beieren. Tegenwoordig maakt het bijna volledig deel uit van het Bisdom Augsburg.
De Lechrain werd achtereenvolgens overheerst door de Welfen, de Staufer en de graven van Andechs, voordat het gebied in de 13e eeuw eigendom werd van het Huis Wittelsbach die hier enkele arrondissementsrechtbanken oprichtten.  De steden Landsberg, Friedberg en Schongau kregen gaandeweg allerlei privileges, waardoor ze steeds rijker werden. Aan de andere kant viel Friedberg ten prooi aan onenigheden tussen Beieren en het welvarende Augsburg.
Toen Augsburg en Oost-Zwaben aan het begin van de 19e eeuw werden verenigd in het latere Koninkrijk Beieren, was Lechrain in politiek opzicht niet langer belangrijk als grensstreek. 